# 니우어마스강

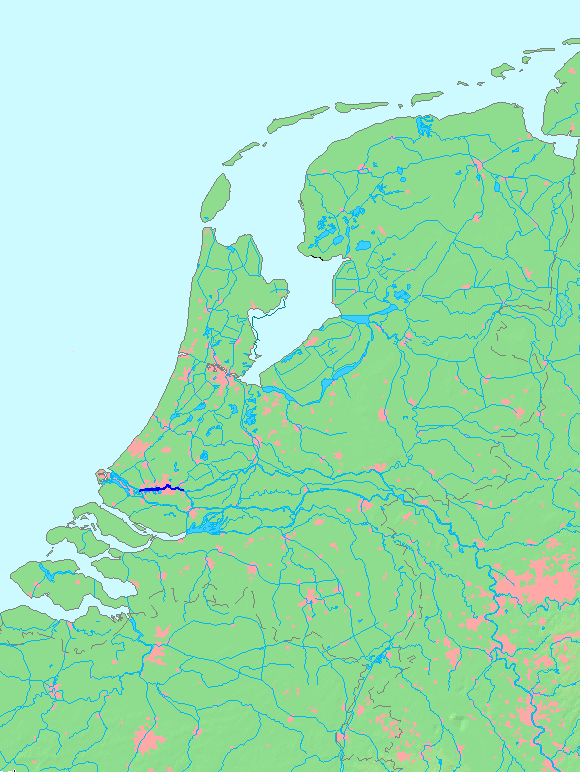
니우어마스강의 위치

니우어마스강(네덜란드어: Nieuwe Maas)은 네덜란드 자위트홀란트주에 위치한 강으로 라인강의 지류이며 길이는 24km이다. 강 이름은 네덜란드어로 "새로운 마스강(뫼즈강)"을 뜻한다.
렉강(Lek)과 노르트강(Noord)이 합류하면서 흐르는 강으로서 로테르담 서부를 흐른다. 플라르딩언 인근에 위치한 마을인 헷스회르(Het Scheur)에서 아우더마스 강(Oude Maas)과 합류한다.

## 사진

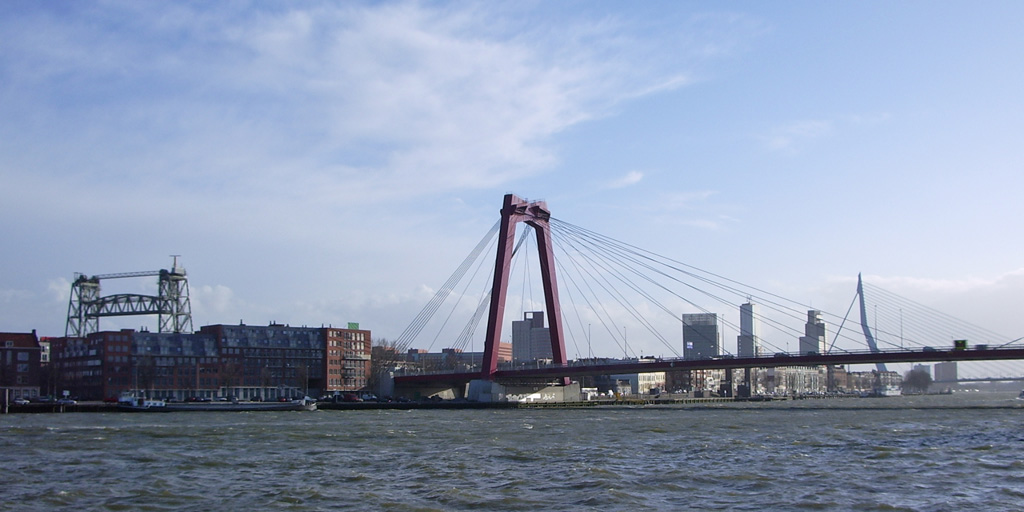
로테르담을 흐르는 니우어마스 강
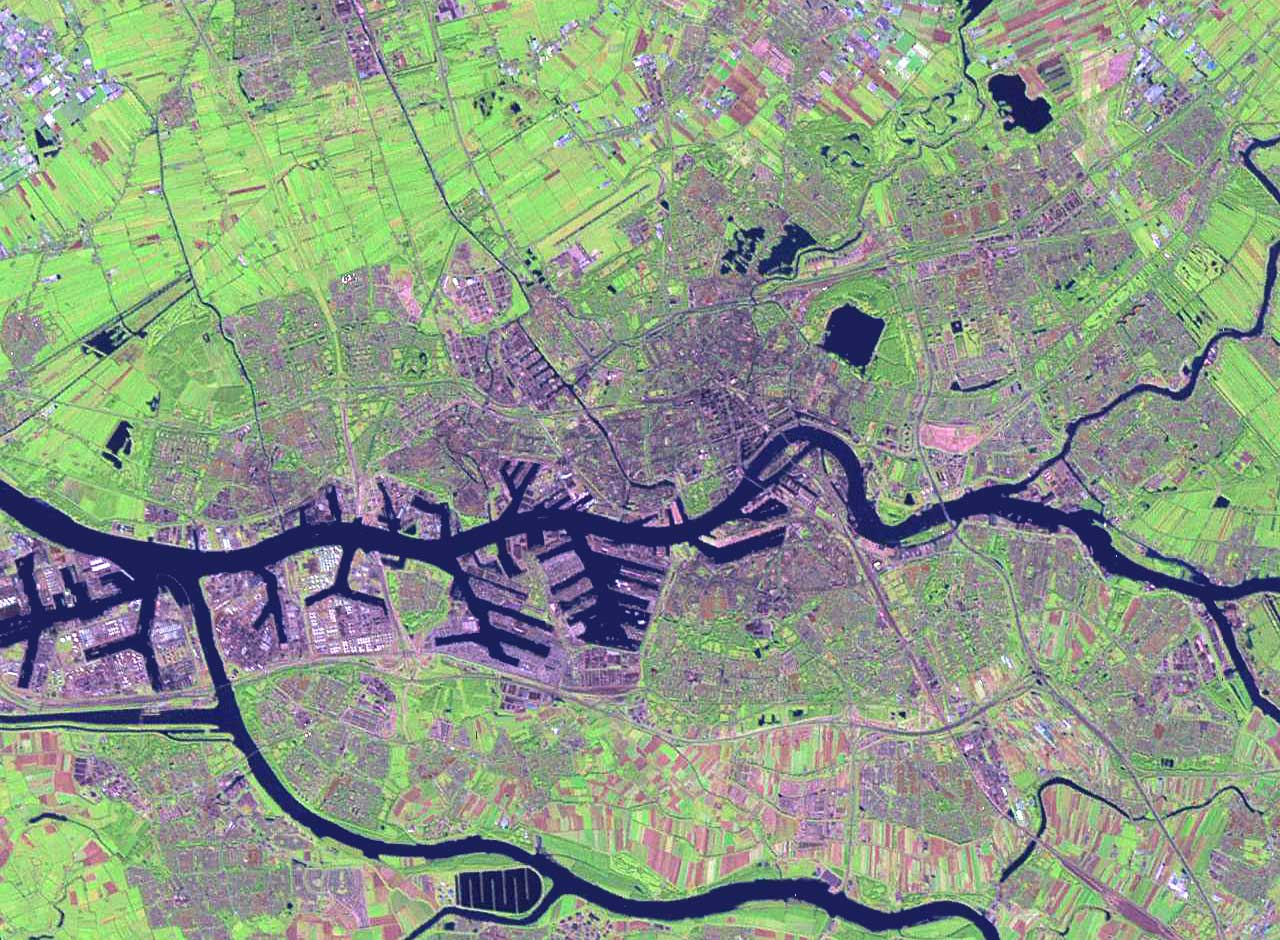
로테르담과 니우어마스 강의 위성 사진